# Władza (powieść)
Władza – powieść Tadeusza Konwickiego, pisana od 1951, a opublikowana w 1954 roku.
Akcja powieści dzieje się w okresie od 14 czerwca 1947 do października 1948 roku na prowincji (w powiecie janowskim). Przedstawia pierwszy okres umacniania się władzy komunistycznej w Polsce, rozgrywki polityczne na szczeblu lokalnym oraz problem powojennej partyzantki. Przez krytykę uznana została za kontynuację Popiołu i diamentu Jerzego Andrzejewskiego.
Utwór jest tendencyjny – jego wymowa jest zgodna z poglądami ówczesnej władzy.
Powieść kończy się adnotacją Koniec część pierwszej, jednak Konwicki nigdy nie opublikował jej kontynuacji.